# Tolima
Koordinaten: 4° 0′ N, 75° 12′ W
Das Departamento del Tolima ist ein Departamento im Zentrum Kolumbiens. Ausgehend von Norden im Uhrzeigersinn ist es umgeben von den Departamentos Caldas, Cundinamarca, Huila, Valle del Cauca, Quindío und Risaralda. Der Naturpark Las Hermosas und der Nationalpark Los Nevados sind touristische Anziehungspunkte.

## Geschichte

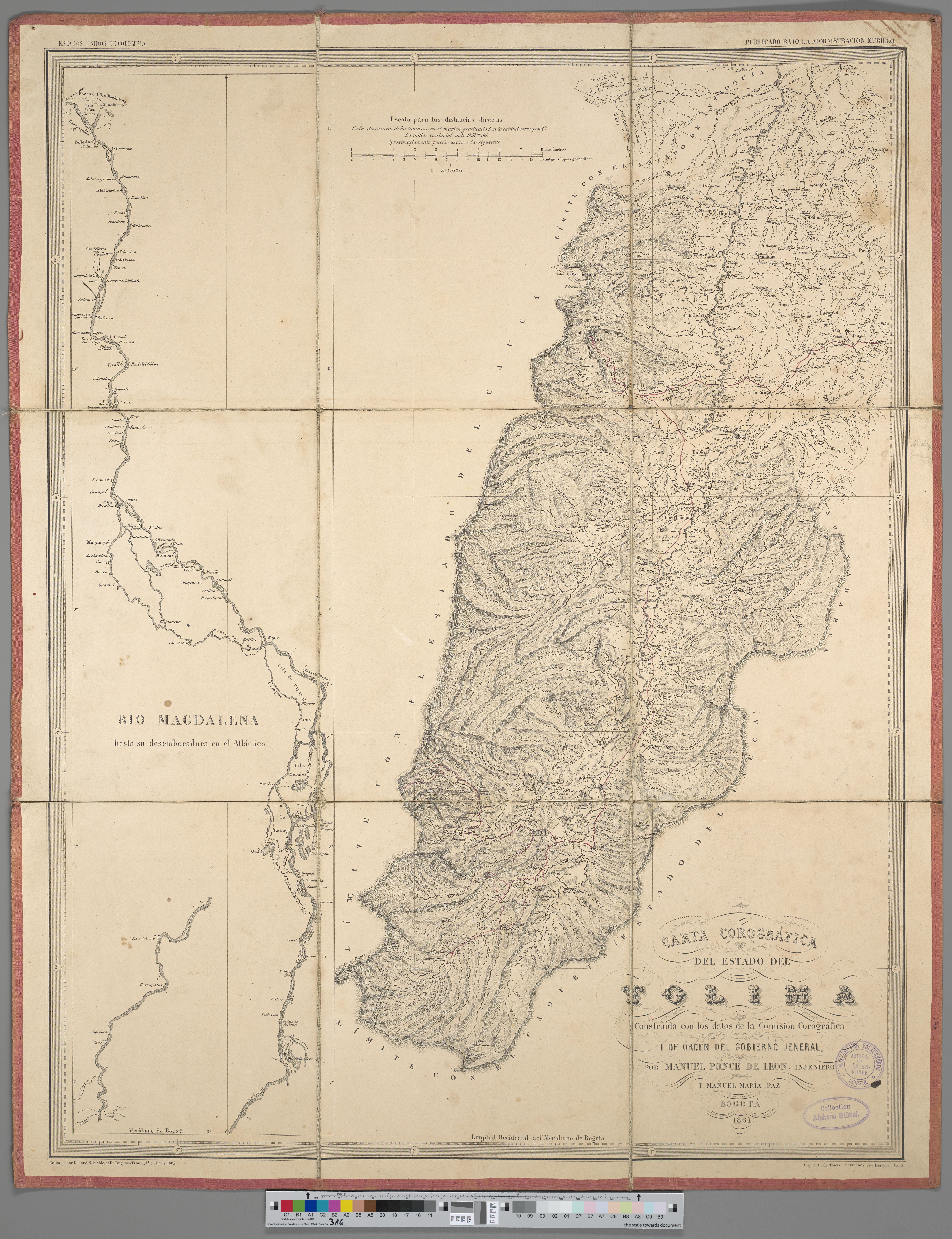
Landkarte des Souveränen Staats Tolima 1865.

Die Region wurde in vorkolubiamischer Zeit vom karibischen Volk der Pijaos bewohnt, das vom Orinoco her zuwanderte. Aus der Spätzeit der Tolima-Kultur um 100 – 1000 n. Chr. stammen zahlreiche anthropomorphe Goldfiguren, die hier gefunden wurden. In den 1530er Jahren eroberte Sebastián de Belalcázar das Gebiet für Spanien. 1812 erklärte die Provinz Mariquita, zu der Tolima gehörte, die Unabhängigkeit von Spanien. 1861 wurde der souveräne Staat Tolima als Teilstaat der Vereinigten Staaten von Kolumbien mit einer eigenen Postverwaltung gegründet. Zu Beginn des 20. Jahrhunderts entstand das Departement in seiner heutigen (gegenüber 1861 verkleinerten) Form.
Während des bewaffneten Konflikts in Kolumbien gehörte Tolima zu den Regionen mit den meisten Gewalttaten und Menschenrechtsverletzungen. Die Guerilla wählte die Kaffeeanbauregion Kolumbiens als strategisches Ziel und die Paramilitärs schlugen hier besonders hart zurück. Daher halbierte sich die Kaffeeernte zwischen 1990 und 2006 beinahe. Seit 2006 ging die Gewalt zurück.

## Wirtschaft
Die Wirtschaft basiert auf Landwirtschaft und Viehzucht. Angebaut werden Reis, Sorghum, Baumwolle, Kaffee und Früchte. Die wenig bedeutende Industrie verarbeitet die landwirtschaftlichen Produkte weiter. Der Tourismus spielt eine zunehmende Rolle, vor allem rund um den Cañon del Combeima bei Ibagué. Hier leben u. a. Brillenbären und Präriebussarde in 2000 Meter Höhe.
2007 wurde ein riesiges, möglicherweise das weltgrößte Goldvorkommen entdeckt, an dessen Erschließung vor allem die 2011 gegründete kanadische Tolima Gold Inc. arbeitet. Die Einwohner der Gemeinde Cajamarca in Tolima, wo das Goldprojekt La Colosa von Anglogold Ashanti angesiedelt ist, eines der wichtigsten Unternehmen in Südamerika mit Ressourcen von 28,5 Millionen Unzen, stimmten im März 2017 allerdings mehrheitlich gegen den Bergbau.

## Administrative Unterteilung
Das Departamento de Tolima besteht aus 47 Gemeinden, siehe Liste der Municipios im Departamento del Tolima.